# Château d'Oron
Le château d'Oron est un château de Suisse, situé dans le village d'Oron-le-Châtel, sur le territoire de la commune vaudoise d'Oron.
Le château est le siège de la seigneurie d'Oron, puis du bailliage d'Oron.

## Histoire
Les premières constructions remontent à la fin du XIIe siècle lors d'une période trouble où plusieurs familles s'affrontèrent pour les territoires du royaume de Bourgogne. La famille d'Oron hérita des environs et modifia le château durant un siècle. La forteresse ne changea plus tellement dès la fin du XIIIe siècle mais en 1388, la lignée d'Oron s'éteignit et céda son héritage au comté de Gruyère. Avec l'avancée des Confédérés en terre vaudoise et les difficultés financières des Gruyère, le château passa en main bernoise en 1555. La région d'Oron fut convertie en bailliage et le château servit de résidence pour le bailli. En 1798, le dernier des 43 baillis qui avaient occupé le château durant plus de deux siècles, quitta la forteresse.
Le château servit de prison puis fut vendu à la famille Roberti de la région en 1801. En 1870, la famille française d'Adolphe Gaiffe reprit les clefs du château. En 1934, le château est une nouvelle fois mis en vente et une association fut fondée en 1934 pour le racheter. Il fut acheté en 1936 par l'Association pour la conservation du château d'Oron, puis classé comme bien culturel suisse d'importance nationale, tout comme sa bibliothèque de 18 000 volumes anciens.
Depuis cette époque, afin d'assurer son avenir et permettre les travaux de restaurations, le château est ouvert au public. Il abrite un appartement du XVIIIe siècle. On y organise aussi des expositions, des concerts et de nombreux banquets et réceptions.

## Seigneurie d'Oron
?–1554
Entités suivantes :
- Bailliage d'Oron

La seigneurie d'Oron est une seigneurie dont le siège était le château d'Oron. La seigneurie est un franc-alleu jusqu'en 1381. En 1381, elle devient un fief de la maison de Savoie. En 1536, la seigneurie devient un fief de Berne.
Les seigneurs d'Oron sont les suivants :
- Rodolphe Ier d'Oron ;
- Rodolphe II d'Oron ;
- Rodolphe III d'Oron ;
- Girard III d'Oron ;
- François Ier d'Oron ;
- Rodolphe IV de Gruyère ;
- Michel de Gruyère